# Perilissus araius
Perilissus araius är en stekelart som beskrevs av Burks 1952. Perilissus araius ingår i släktet Perilissus och familjen brokparasitsteklar. Inga underarter finns listade i Catalogue of Life.